# Muhammad Shafi Deobandi
Muḥammad Shafī‘ ibn Muḥammad Yāsīn ‘Usmānī Deobandī (ourdou : محمد شفیع بن محمد ياسین عثمانی دیوبندی ; arabe : محمد شفيع بن محمد ياسين العثماني الديوبندي, Muḥammad Shafī‘ ibn Muḥammad Yāsīn al-‘Uthmānī ad-Diyūbandī; c. 25 janvier 1897 — 6 octobre 1976), souvent désigné comme Mufti Muhammad Shafi, est un ouléma sunnite d'Asie du Sud de l'école Deobandi. Un juriste Hanafi et mufti, il est également une autorité en matière de charia, hadith, tafsir (exégèse coranique) et tasawwuf (Soufisme).
Né à Deoband, l'Inde Britannique, il a été diplômé en 1917 de Darul Uloom Deoband, où il devint plus tard professeur de hadith et a occupé le poste de Mufti en chef. Il a démissionné de l'école, en 1943, pour consacrer son temps au Mouvement du Pakistan. Après l'indépendance, il a déménagé au Pakistan, où il a établi Darul Uloom Karachi, en 1951. Le plus connu de ses écrits est Ma'ariful Qur'an, un tafsir du Coran.

## Travaux
Il a écrit une centaine de livres d'Exégèse du Coran et d'interprétation de la loi Islamique. Son œuvre la plus connue et la plus largement traduite est le Ma'ariful Qur'an ("La Sagesse du Coran"), qu'il a fini (en Ourdou), quatre ans avant sa mort. Ce travail, qui est un commentaire du Coran en entier, a commencé comme une série de conférences hebdomadaires sur Radio Pakistan, qui ont duré pendant plus de dix ans.